# Libor Zábranský
Libor Zábranský (* 25. listopadu 1973 Brno) je bývalý český hokejový obránce. V současnosti je majitelem, generálním manažerem a místopředsedou představenstva společnosti Kometa Group, v jejímž rámci působí extraligový klub HC Kometa Brno. Od září 2022 působí i jako zastupitel města Brna, a to jako nestraník za ODS.

## Hráčská kariéra
S hokejem začínal v Ingstavu Brno, v dorostu přestoupil do Komety Brno, kde hrál až do odchodu na vojnu do Tábora v sezóně 1993/1994. Následující dvě sezóny odehrál v Českých Budějovicích a od sezóny 1996/1997 se stal hráčem týmu NHL St. Louis Blues. Za tři sezony v NHL odehrál za St. Louis čtyřicet zápasů. Zbytek času nastupoval do utkání na farmě ve Worcesteru nebo nehrál kvůli zraněním. Poté se vrátil zpět do České republiky. Po dvou sezónách odehrál za Vsetín, pražskou Spartu a Pardubice. Kvůli opakovaným zraněním ukončil aktivní hráčskou kariéru v roce 2004.

## Manažerská kariéra
Po skončení hráčské kariéry majetkově vstoupil v říjnu 2004 do klubu Kometa Brno, který tak zachránil před naprostým krachem (na klub byl totiž podán návrh na konkurz). Navíc na tom byl klub sportovně už dlouho velice špatně. Kometa od sezony 1997/1998 (teprve 2. rok po sestupu do 1. ligy) do roku 2004 končila na posledních místech 1. ligy. Hrála 4× baráž, ve které 1. ligu pokaždé zachraňovala. V roce 2003 dokonce prodala licenci na 1. ligu do Vyškova a hrála jen 2. ligu. Avšak od té doby, co se Libor Zábranský stal v roce 2005 majoritním vlastníkem Komety, udělal klub ohromný skok dopředu. Zábranský prvně odvrátil konkurzní řízení zahájené proti firmě a poté klub finančně stabilizoval a přivedl zkušené hráče. Na pomoc si přitom přizval i šéfa Brněnských Veletrhů Egberta Zündorfa, který mu pomohl starat se o ekonomickou stránku klubu. Zábranský se tak mohl starat o sportovní stránku klubu.
Hned v prvním ročníku (2004/2005) po převzetí klubu končí Kometa v základní části na 7. místě, což bylo její nejlepší umístění od sezony 1996/1997. V následujících letech klub končí na stále vyšších pozicích v základní části a v play-off se probojovává až do finále (sezona 2008/2009).
1. dubna 2009, po neúspěšném finále 1. ligy s Ústeckými Lvy, Libor Zábranský odkoupil licenci na extraligu od Znojemských Orlů, které přestal podporovat jejich generální partner E.ON a přivedl tak po 13 letech extraligu zpět do Brna.
6. února 2016 po rezignaci trenéra Aloise Hadamczika převzal svůj klub HC Kometa Brno i jako trenér. V následující sezóně pak 19. dubna 2017 s Kometou získal svůj první trenérský mistrovský titul. O rok později, 22. dubna 2018, pak i druhý mistrovský titul jako trenér. Po sezóně 2018/2019 přivedl na hlavní trenérský post Petra Fialu, jenž však v listopadu 2019 po sérii porážek na tuto funkci rezignoval. Ve funkci trenéra jej pak nahradil opět Zábranský. V sezóně 2021/2022 dělal asistenta trenéra Jiřímu Kalousovi v Kometě. Od 10. března 2022 dělá asistenta trenéra v České hokejové reprezentaci. Dne 29. června 2023 byl odvolán z pozice asistenta trenéra spolu s hlavním trenérem Kari Jalonenem a dalšími asistenty trenéra České hokejové reprezentaci.

## Trenérská kariéra
- 2015–16 HC Kometa Brno od 6. 2. 2016 trenér
- 2016–17 HC Kometa Brno trenér
- 2017–18 HC Kometa Brno trenér
- 2018–19 HC Kometa Brno trenér
- 2019–20 HC Kometa Brno od 18. 11. 2019 trenér
- 2020–21 HC Kometa Brno
- 2021–22 HC Kometa Brno asistent trenéra

## Ocenění a úspěchy
- 1996 – ČHL – Nejlepší obránce
- 2020 – Cena města Brna za rok 2019 za mimořádný přínos městu Brnu[4]

## Prvenství
- Debut v NHL – 18. října 1996 (New York Rangers proti St. Louis Blues)
- První asistence v NHL – 30. října 1996 (Colorado Avalanche proti St. Louis Blues)
- První gól v NHL – 5. ledna 1997 (New Jersey Devils proti St. Louis Blues)

## Klubová statistika
| Sezóna       | Klub                  | Soutěž       |     | Základní část | Základní část | Základní část | Základní část | Základní část |   | Play off | Play off | Play off | Play off | Play off |
| Sezóna       | Klub                  | Soutěž       | Z   | G             | A             | B             | TM            | Z             | G | A        | B        | TM       |          |          |
| 1991–92      | HC Zetor Brno         | ČSHL         | 31  | 1             | 2             | 3             | 30            | —             | — | —        | —        | —        |          |          |
| 1992–93      | HC Královopolská Brno | 1.ČSHL       | 30  | 3             | 1             | 4             | 41            | —             | — | —        | —        | —        |          |          |
| 1993–94      | HC Kometa Brno        | 1.ČHL        | 5   | 1             | 0             | 1             | 4             | —             | — | —        | —        | —        |          |          |
| 1993–94      | HC Tábor              | 1.ČHL        |     | 4             | 7             | 11            |               | —             | — | —        | —        | —        |          |          |
| 1994–95      | HC České Budějovice   | ČHL          | 44  | 2             | 7             | 9             | 54            | 9             | 0 | 4        | 4        | 6        |          |          |
| 1995–96      | HC České Budějovice   | ČHL          | 40  | 4             | 7             | 11            | 24            | 10            | 0 | 1        | 1        | 10       |          |          |
| 1996–97      | St. Louis Blues       | NHL          | 34  | 1             | 5             | 6             | 44            | —             | — | —        | —        | —        |          |          |
| 1996–97      | Worcester IceCats     | AHL          | 23  | 3             | 6             | 9             | 24            | 5             | 2 | 5        | 7        | 6        |          |          |
| 1997–98      | St. Louis Blues       | NHL          | 6   | 0             | 1             | 1             | 6             | —             | — | —        | —        | —        |          |          |
| 1997–98      | Worcester IceCats     | AHL          | 54  | 2             | 17            | 19            | 61            | 6             | 1 | 1        | 2        | 8        |          |          |
| 1998–99      | Worcester IceCats     | AHL          | 6   | 0             | 0             | 0             | 18            | —             | — | —        | —        | —        |          |          |
| 1998–99      | HC Slovnaft Vsetín    | ČHL          | 30  | 3             | 8             | 11            | 55            | 12            | 1 | 2        | 3        | 16       |          |          |
| 1999–00      | HC Slovnaft Vsetín    | ČHL          | 47  | 6             | 17            | 23            | 87            | 9             | 0 | 2        | 2        | 10       |          |          |
| 2000–01      | HC Sparta Praha       | ČHL          | 51  | 8             | 8             | 16            | 54            | 11            | 0 | 3        | 3        | 45       |          |          |
| 2001–02      | HC Sparta Praha       | ČHL          | 7   | 0             | 2             | 2             | 10            | —             | — | —        | —        | —        |          |          |
| 2002–03      | HC Moeller Pardubice  | ČHL          | 7   | 0             | 3             | 3             | 12            | 12            | 0 | 5        | 5        | 16       |          |          |
| 2003–04      | HC Moeller Pardubice  | ČHL          | 40  | 1             | 11            | 12            | 55            | 7             | 0 | 0        | 0        | 12       |          |          |
| Celkem v ČHL | Celkem v ČHL          | Celkem v ČHL | 266 | 24            | 63            | 87            | 351           | 70            | 1 | 17       | 18       | 115      |          |          |
| Celkem v NHL | Celkem v NHL          | Celkem v NHL | 40  | 1             | 6             | 7             | 50            | —             | — | —        | —        | —        |          |          |
| Celkem v AHL | Celkem v AHL          | Celkem v AHL | 83  | 5             | 23            | 28            | 103           | 11            | 3 | 6        | 9        | 14       |          |          |

## Reprezentace
V reprezentaci odehrál 35 utkání a vstřelil jednu branku.
| Rok       | Tým    | Soutěž | Z  | G | A | B | TM |
| --------- | ------ | ------ | -- | - | - | - | -- |
| 1999/2000 | Česko  | EHT    | 4  | 0 | 1 | 1 | 2  |
| 2000/2001 | Česko  | EHT    | 4  | 0 | 1 | 1 | 0  |
| 2001/2002 | Česko  | EHT    | 3  | 0 | 0 | 0 | 0  |
| Celkem    | Celkem | Celkem | 11 | 0 | 2 | 2 | 2  |

## Politická angažovanost
V komunálních volbách v roce 2022 byl zvolen jako nestraník za ODS ze 4. místa kandidátky zastupitelem města Brna, a to za subjekt „SPOLEČNĚ - ODS a TOP 09“.